# Guadiaro (rivier)
De Guadiaro is een rivier met een lengte van 183 km in Spanje. De rivier mondt uit in de Middellandse Zee bij de plaats Sotogrande. Iets stroomopwaarts gelegen bij de monding ligt een kleine plaats met dezelfde naam, Guadiaro.
Een zijrivier is onder andere de Guadalevín.